# Mickey Leland
George Thomas Leland, detto Mickey (Lubbock, 27 novembre 1944 – Gambela, 7 agosto 1989), è stato un politico e attivista statunitense, membro della Camera dei Rappresentanti per lo stato del Texas dal 1979 al 1989.

## Biografia
Nato a Lubbock, dopo il college Leland entrò in politica con il Partito Democratico e a ventotto anni venne eletto all'interno della legislatura statale del Texas.
Nel 1978 si candidò alla Camera dei Rappresentanti, per il seggio lasciato vacante dalla compagna di partito Barbara Jordan. Leland riuscì a farsi eleggere e venne riconfermato per altri cinque mandati negli anni successivi.
Di ideologia progressista, Leland fu molto impegnato come attivista, in particolare per la questione della fame nel mondo. Nell'agosto del 1989 questo suo interessamento lo spinse ad organizzare un viaggio in Etiopia per accertarsi dell'efficiente utilizzo degli aiuti alimentari inviati degli Stati Uniti alle popolazioni africane; tuttavia il velivolo sul quale era a bordo Leland insieme ai suoi collaboratori scomparve nel nulla e dopo alcuni giorni di ricerche venne ritrovato distrutto con all'interno i cadaveri dei passeggeri, dopo essersi schiantato in una zona montuosa.
Leland morì così all'età di quarantaquattro anni, lasciando la moglie Alison e i tre figli (Jarrett e i due gemelli Cameron George e Austin Mickey). Al momento della morte del deputato, sua moglie era incinta dei gemelli, che nacquero cinque mesi dopo.
Alla memoria di Mickey Leland sono state intitolate varie opere pubbliche, fra cui il terminale D dell'Aeroporto Intercontinentale di Houston-George Bush.